# Acanthurus
Acanthurus Forsskål, 1775 è un genere di pesci ossei marini appartenente alla famiglia Acanthuridae.

## Distribuzione e habitat
Le specie del genere sono diffuse in gran parte dei mari tropicali e subtropicali. La maggior parte delle specie popola l'Indo-Pacifico, le altre specie sono quasi tutte diffuse nel mar dei Caraibi e nell'Oceano Atlantico occidentale e una sola vive nell'Atlantico orientale. Nel mar Mediterraneo è presente, ma rara e limitata alle coste nordafricane e mediorientali, A. monroviae. Sono in gran parte legati all'ambiente di barriera corallina e sono strettamente costieri.

## Descrizione
Il corpo di questi pesci è ovale, più o meno alto o allungato secondo le specie. Il peduncolo caudale, appiattito lateralmente, è dotato di una spina erigibile molto affilata impiegata per la difesa. I denti sono fissi, sottili e curvi. I raggi spinosi della pinna dorsale sono 9 (tranne in due specie in cui sono 8), nella pinna anale ci sono 3 raggi spiniformi. La colorazione è estremamente variabile tra le specie, spesso molto vivace e variabile anche in uno stesso individuo in base all'età, all'ora del giorno o della notte e anche allo stato d'animo dell'animale.
Le dimensioni variano dagli 11 cm di Acanthurus polyzona ai 70 cm di Acanthurus xanthopterus, ma la dimensione media delle specie si attesta sui 20-40 cm.

### Galleria d'immagini

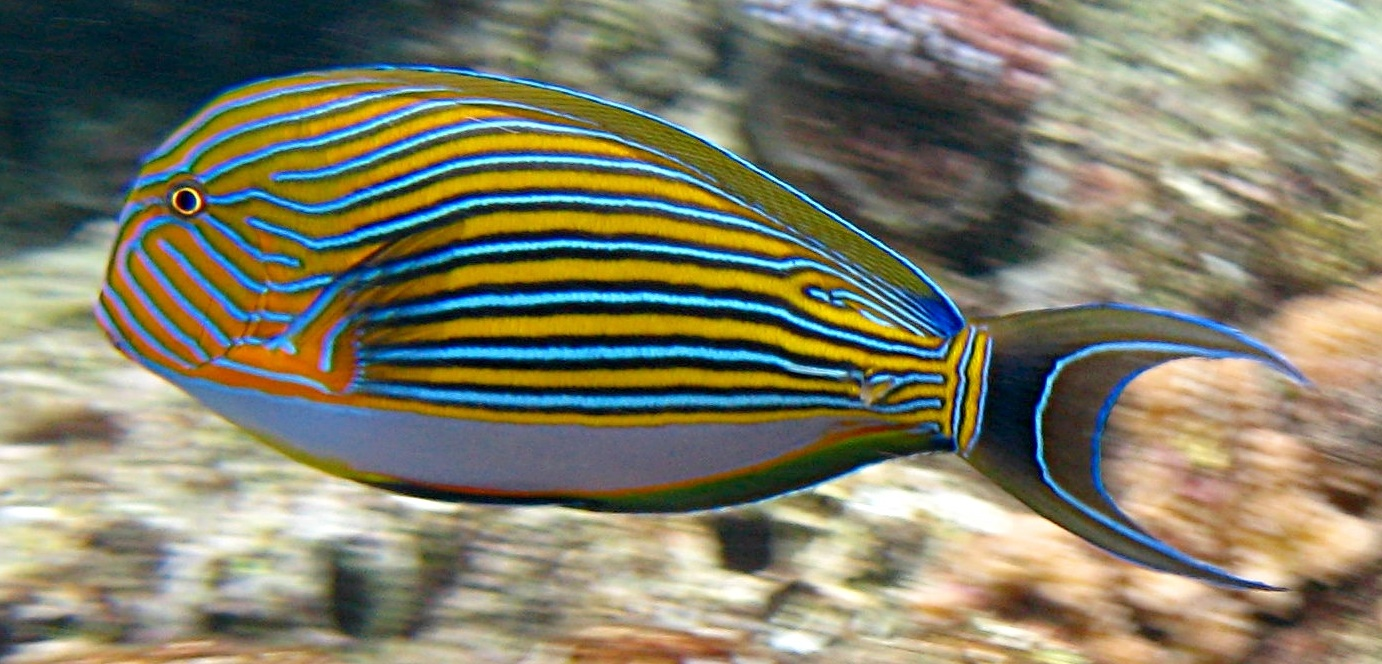
Acanthurus lineatus
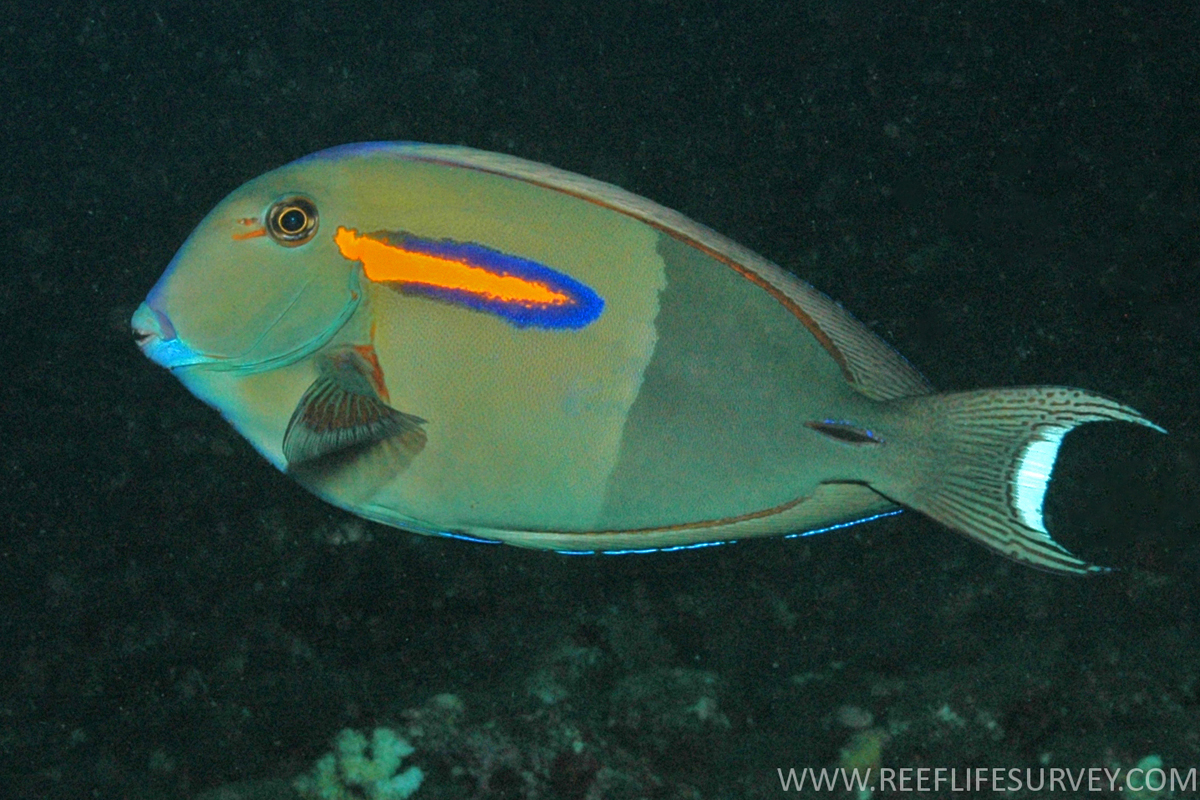
Acanthurus olivaceus
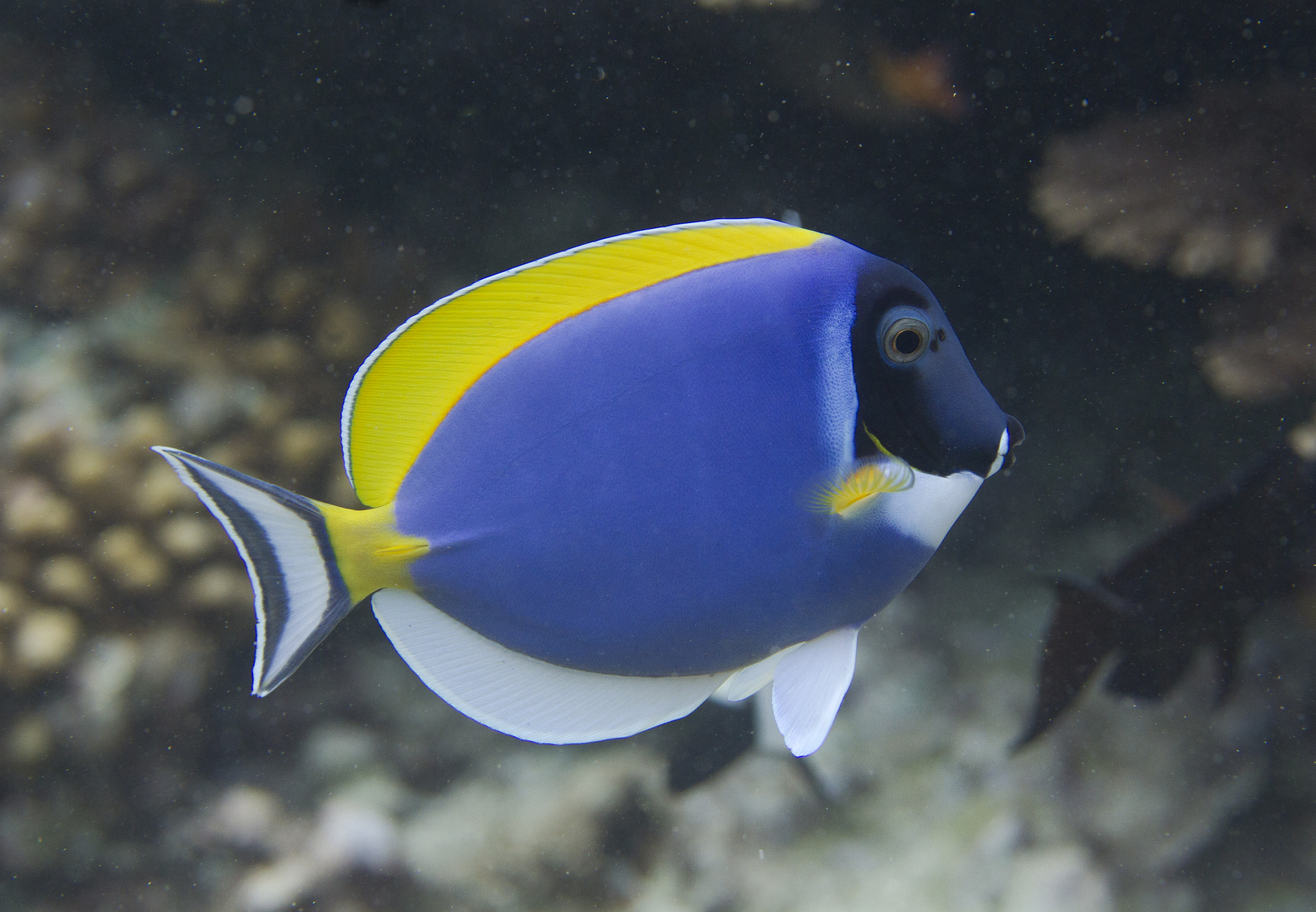
Acanthurus leucosternon

## Biologia
Alcune specie sono gregarie e vivono in banchi mentre altre si riuniscono solo durante la stagione riproduttiva. I giovanili sono pelagici. Si nutrono prevalentemente di alghe.

## Specie
Il genere comprende le seguenti specie:
- Acanthurus achilles
- Acanthurus albimento
- Acanthurus albipectoralis
- Acanthurus auranticavus
- Acanthurus bahianus
- Acanthurus bariene
- Acanthurus blochii
- Acanthurus chirurgus
- Acanthurus chronixis
- Acanthurus coeruleus
- Acanthurus dussumieri
- Acanthurus fowleri
- Acanthurus gahhm
- Acanthurus grammoptilus
- Acanthurus guttatus
- Acanthurus japonicus
- Acanthurus leucocheilus
- Acanthurus leucopareius
- Acanthurus leucosternon
- Acanthurus lineatus
- Acanthurus maculiceps
- Acanthurus mata
- Acanthurus monroviae
- Acanthurus nigricans
- Acanthurus nigricauda
- Acanthurus nigrofuscus
- Acanthurus nigroris
- Acanthurus nubilus
- Acanthurus olivaceus
- Acanthurus polyzona
- Acanthurus pyroferus
- Acanthurus randalli
- Acanthurus reversus
- Acanthurus sohal
- Acanthurus tennentii
- Acanthurus thompsoni
- Acanthurus tractus
- Acanthurus triostegus
- Acanthurus tristis
- Acanthurus xanthopterus